# Гней Домиций Агенобарб (консул 32 года до н. э.)
Гней Домиций Агенобарб (лат. Gnaeus Domitius Ahenobarbus; умер в 31 году до н. э) — римский военачальник и политический деятель из плебейского рода Домициев, консул 32 года до н. э. Упоминается в источниках, начиная с 50 года до н. э. Участвовал в гражданской войне между Гаем Юлием Цезарем и Гнеем Помпеем Великим на стороне последнего. Вернулся в Рим в 46 году до н. э., но прощение Цезаря, возможно, так и не получил. По данным ряда источников, участвовал в убийстве диктатора. В 43 году до н. э. был объявлен «врагом отечества». В Филиппийской войне сражался на стороне республиканцев; командовал эскадрой и одержал большую победу на море, за которую был провозглашён императором (42 год до н. э.). После гибели Брута и Кассия некоторое время самостоятельно воевал против второго триумвирата, но в 40 году до н. э. перешёл на сторону Марка Антония. Участвовал в Парфянском походе последнего (36 год до н. э.), в разгроме Секста Помпея (35 год до н. э.). Получил консулат на 32 год до н. э. Занимал первые позиции в окружении Антония, но всё же перешёл к Октавиану, когда началась Актийская война. Умер накануне битвы при Акции.
Правнуком Гнея Домиция был император Нерон.

## Происхождение
Гней Домиций принадлежал к плебейскому роду, который позже, во времена Августа, был включён в состав патрициата. Согласно легенде, рассказанной Светонием, первый представитель этого рода однажды встретил «юношей-близнецов божественного вида», которые приказали ему сообщить римлянам о победе, одержанной на войне. «А в доказательство своей божественной силы они коснулись его щёк, и волосы на них из чёрных стали рыжими, медного цвета». Этот Домиций получил прозвище Агенобарб (Ahenobarbus, «рыжебородый»), ставшее когноменом для его потомков. Первым из этой семьи достиг консулата (в 192 году до н. э.) правнук родоначальника, Гней Домиций Агенобарб. Потомком последнего в четвёртом поколении был Луций Домиций Агенобарб, консул 54 года до н. э. и отец Гнея. Домиции отличались не только знатностью, но и размером состояния: их причисляют к богатейшим семьям Рима.
Матерью Гнея была Порция, сестра Марка Порция Катона (впоследствии известного как Утический). По матери она была племянницей народного трибуна Марка Ливия Друза и происходила от патрициев Корнелиев. Через неё Гней Домиций приходился двоюродным братом Марку Юнию Бруту, сыну ещё одной сестры Катона.

## Биография

### Против Цезаря
Первое упоминание о Гнее Домиции в сохранившихся источниках относится к 50 году до н. э. Тогда он привлёк к суду Гнея Сатурнина; это была месть за то, что Сатурнин помешал избранию отца обвинителя в жреческую коллегию авгуров. В январе 49 года до н. э. началась гражданская война между Гаем Юлием Цезарем и Гнеем Помпеем Великим, в которой Агенобарбы вместе с их родственником Катоном заняли сторону последнего. Луций Домиций был назначен наместником Галлии вместо Цезаря и отправился на север вместе с сыном, но в городе Корфиний в Умбрии был окружён врагом и принуждён к капитуляции. Цезарь, демонстративно проводивший «политику милосердия», отпустил пленников. После этого Гней Домиций отправился в Неаполь, к матери; известно, что по пути туда он проезжал 8 марта через Формии.
В дальнейшем Агенобарб присоединился к Помпею, переправившемуся с армией на Балканы. Позже в помпеянском лагере появился и его отец, который в течение лета 49 года до н. э. руководил обороной Массилии. 9 августа 48 года до н. э. произошла решающая битва при Фарсале, в которой Цезарь одержал победу. Луций Домиций погиб в схватке, а Гней смог спастись. Двумя годами позже он вернулся в Италию, причём, по-видимому, не добился предварительно прощения Цезаря, как поступали другие видные помпеянцы. Такой вывод антиковеды делают из письма, направленного Гнею Марком Туллием Цицероном в мае 46 года до н. э.: Цицерон просит адресата «сохранить себя невредимым» для матери и жены. Остаётся неясным, произошло ли вообще окончательное примирение Гнея с диктатором: в одном из источников говорится, что при Цезаре Агенобарб «утратил высокое положение». Летом 45 года до н. э. умерла мать Гнея, и Цицерон произнёс в память о ней хвалебную речь, текст которой передал Бруту и Агенобарбу.
В марте 44 года до н. э. Цезарь был убит заговорщиками. Источники дают противоречивые данные об участии в заговоре Гнея Домиция. В числе убийц диктатора называет его во второй филиппике Цицерон; Агенобарб стал одним из осуждённых по закону Педия 43 года до н. э.; во время переговоров в Брундизии в 40 году до н. э. Октавиан прямо называет его убийцей Цезаря (об этом сообщает Аппиан). Об участии Гнея в заговоре уверенно пишут Дион Кассий и Иоанн Зонара. С другой стороны, у того же Аппиана оппонент Октавиана Луций Кокцей Нерва доказывает, что Гней не состоял в заговоре и вообще не был на заседании сената в иды марта. О непричастности Гнея к убийству Цезаря пишет и Светоний. Антиковед Фридрих Мюнцер полагает, что, даже если Агенобарб не был в числе непосредственных убийц, он должен был участвовать в заговоре, учитывая его прошлое, связи с Брутом (двоюродным братом) и Кассием (мужем двоюродной сестры), а также последующие события.

### Против триумвиров
Летом 44 года до н. э., когда убийцы Цезаря поняли, что не получат в Риме ожидаемой поддержки, Гней Домиций уехал из города вместе с Брутом и Кассием. В Кампании они погрузились на суда, и Кассий отправился в Азию, а Брут и Агенобарб — в Македонию; началось формирование армии для новой гражданской войны. Известно, что в конце того же года Гней перехватил 500 всадников, которых цезарианец Луций Корнелий Цинна вёл к проконсулу Сирии Публию Корнелию Долабелле, и добился перехода этого отряда на сторону республиканцев. В 43 году до н. э. Агенобарб претендовал из Македонии на освободившееся место в жреческой коллегии понтификов, но потерпел поражение. А осенью того же года в Риме был принят закон Педия, который лишил воды и огня за бессудную расправу над высшим должностным лицом Республики всех убийц Цезаря; в их числе оказался и Гней Домиций.
Во главе цезарианской партии встал Второй триумвират (союз Октавиана, Марка Антония и Марка Эмилия Лепида), который в 42 году до н. э. двинул армию на Балканы. Агенобарб возглавил эскадру в 50 кораблей и присоединился к Луцию Стацию Мурку; флот республиканцев крейсировал в Ионическом море, препятствуя переправе войск триумвиров. 3 октября 42 года до н. э., в день первой битвы при Филиппах Гней Домиций и Луций Стаций одержали большую победу над флотом Гнея Домиция Кальвина. Большая часть кораблей цезарианцев была потоплена вместе с находившимися на их борту солдатами, и Кальвин тоже несколько дней считался погибшим. После этой победы войска провозгласили Агенобарба императором; он увековечил свой успех, отчеканив золотые монеты с соответствующей легендой.
Узнав о разгроме и гибели Брута и Кассия (в ноябре 42 года до н. э.), Гней Домиций долго крейсировал у побережья, подбирая беглецов. Позже Мурк увёл свои корабли к Сексту Помпею, который тогда контролировал Сицилию. Агенобарб же, под командованием которого остались 70 кораблей и 2 легиона, продолжил самостоятельную войну против триумвиров в Адриатическом и Ионическом морях: он опустошал побережье Италии, сжёг в Брундизии флот Октавиана и осадил этот город. К нему присоединились некоторые сторонники Луция Антония (брата Марка), разгромленного Октавианом в ходе Перузинской войны. Только в начале 40 года до н. э., когда обострились отношения между Октавианом и Антонием, Гней Домиций согласился на переговоры с последним. Ключевую роль тут сыграли уговоры Гая Азиния Поллиона.

### На стороне Марка Антония
В 40 году до н. э. Римская держава стояла на грани новой гражданской войны. Марк Антоний, управлявший Востоком, готовился прибыть в Италию с большим флотом, и после этого могло произойти открытое столкновение между ним и Октавианом. Гней Домиций и Поллион «стали подготовлять для Антония удобную высадку и собирать по Италии продовольствие, как если бы он тотчас же и должен был явиться». Узнав, что Марк отплыл из Керкиры, Агенобарб отправился ему навстречу со всем флотом. Триумвир продемонстрировал Гнею Домицию максимальное доверие: он сблизился с большой эскадрой Агенобарба во главе всего 5 кораблей. Произошло официальное примирение, а флот и армия Гнея присягнули на верность Антонию.
За этими событиями последовали переговоры между Антонием и Октавианом. Последний, всегда выступавший против убийц Цезаря, упрекал коллегу по триумвирату за его союз с Агенобарбом; поэтому Антоний отослал Гнея на Восток, назначив его наместником Вифинии. В Брундизии триумвиры заключили новый договор, одним из последствий которого стали амнистия и полное восстановление в правах для Агенобарба. А на совещании в Путеолах в 39 году до н. э. был утверждён список консулов на последующие годы; в этом списке оказался и Гней Домиций, коллегой которого должен был стать «новый человек» из окружения Октавиана Гай Сосий. Агенобарб ещё более укрепил своё положение, обручив в 37 году до н. э. сына с двухлетней дочерью Антония, которая приходилась Октавиану внучатой племянницей.
В 36 году до н. э. Агенобарб принял участие в походе Антония против парфян, закончившемся неудачей: римляне не смогли взять столицу Атропатены Фрааспу и пробились в Сирию только ценой огромных потерь. В начале отступления именно Гнею Домицию Антоний поручил обратиться к солдатам с ободряющей речью. В 35 году до н. э. Агенобарб совместно с Марком Тицием и наместником Азии Гаем Фурнием боролся против Секста Помпея, вытесненного Октавианом из Западного Средиземноморья. Сначала Помпей декларировал мирные намерения, но при этом он планировал захватить Гнея в заложники; помочь ему должен был некто Курий, один из приближённых проконсула. Этот план был раскрыт, Курия казнили. После этого Помпей начал войну, но был разбит, взят в плен и казнён.

### Актийская война
В 32 году до н. э. Гней Домиций занял должность консула совместно с ещё одним сторонником Антония — Гаем Сосием. В это время резко обострились отношения между триумвирами. Консулы потребовали от сената утвердить ряд недавних распоряжений Антония на Востоке — в частности, передачу его сыновьям территорий некоторых вассальных Риму царств; столкнувшись с открытой враждебностью Октавиана, Агенобарб и Сосий с 300 сенаторами бежали из Рима и в марте прибыли в Эфес. В Риме же были назначены консулы-суффекты.
В это время Гней Домиций занимал привилегированное положение в окружении Антония; по словам Гая Веллея Патеркула, он был единственным, кто обращался к Клеопатре только по имени. Предположительно, именно в честь Гнея царица назвала один из основанных ею в Киликии городов — Домициополь. В ходе подготовки к войне Агенобарб пытался убедить Антония отослать Клеопатру в Египет, чтобы Октавиан не мог использовать её участие в походе для своей политической пропаганды, но из этого ничего не вышло. В связи с этим эпизодом исследователи называют Гнея главой «римской партии» в окружении Антония.
Поскольку война складывалась неудачно для Антония, его сторонники начали перебегать к Октавиану. По словам Светония, Гней Домиций получил предложение от офицеров отстранить Антония и Клеопатру от командования и самому возглавить войска. Но Агенобарб был болен и, полагая, по-видимому, что дело Антония проиграно, уже в жару и лихорадке тайно бежал в лагерь Октавиана (31 год до н. э.). Антоний был очень раздосадован его бегством, но всё же отослал Агенобарбу его вещи, отпустил его друзей и рабов. При этом Антоний распустил слух, что Гней сбежал, соскучившись по своей любовнице Сервилии Наиде.
Агенобарб умер от болезни спустя всего несколько дней после своего перехода к Октавиану. Это произошло незадолго до решающей битвы при мысе Акций.

## Семья
Жена Гнея Домиция в источниках не упоминается. Две его внучки носили имя Домиция Лепида, и поэтому антиковед Рональд Сайм предположил, что Гней был женат на патрицианке Эмилии Лепиде. Эта матрона могла быть дочерью Луция Эмилия Лепида Павла, консула 50 года до н. э., и, соответственно, племянницей триумвира Марка Эмилия Лепида. В одной из надписей (CIL VI 31735) упоминается Манлия — предположительно вторая жена Агенобарба.
Сыном Гнея Домиция (предположительно от первого брака) был Луций Домиций Агенобарб, консул 16 года до н. э., который был женат на одной из дочерей Марка Антония и стал дедом императора Нерона.

## Память
Светоний, перечисляя предков Нерона по мужской линии, говорит, что Гней Домиций «бесспорно был лучше всех в своём роду». Только Агенобарб из всех осуждённых по закону Педия смог вернуться на родину и даже занять там высокое положение. Существует предположение, что именно этот Домиций стал заглавным героем одной из трагедий Куриация Матерна, упомянутой в «Диалоге об ораторах» Тацита.
Гней Домиций стал одним из персонажей трагедии Уильяма Шекспира «Антоний и Клеопатра», написанной на основе «Сравнительных жизнеописаний» Плутарха и отчасти — «Римской истории» Аппиана. В пьесе именно Агенобарб рассказывает зрителям о первой встрече заглавных героев на реке Кидн (II, 2), и эту сцену исследователи считают одним из центральных мест трагедии. Перейдя на сторону Октавиана, Гней Домиций говорит: «Я сделал подлость, и за это мне // Не видеть больше радости вовеки», «Гнусней, чем я, людей на свете нет» (IV, 6).